# Cestraeus oxyrhyncus
Cestraeus oxyrhyncus е вид лъчеперка от семейство Mugilidae.

## Разпространение
Видът е разпространен в Индонезия, Нова Каледония, Папуа Нова Гвинея и Филипини.